# Autoritate (roman)
Autoritate (titlu original în engleză: Authority) este un roman science fiction al autorului american Jeff VanderMeer, apărut în 2014. Acest roman este al doilea din seria de trei cărți cunoscută ca Southern Reach, având în prim-plan agenția cu același nume. Într-un interviu, VanderMeer afirmă că, „dacă Anihilare este o expediție în Aria X, atunci Autoritate este o expediție în Southern Reach, agenția care trimite expedițiile."
Romanul a apărut în luna mai 2014. În România, romanul a apărut în anul 2015, la Editura Trei, în traducerea lui Bogdan Perdivară.

## Prezentare
John „Control” Rodriguez preia funcția de director al Southern Reach (Diviziei Sudice), o agenție guvernamentală formată pentru a gestiona o regiune de coastă numită Aria X. Publicul este făcut să creadă că regiunea a suferit un dezastru ecologic și este izolată din punct de vedere al siguranței; într-adevăr, regiunea a fost preluată de o forță necunoscută care schimbă împrejurimile și ecosistemul din spatele unei „frontiere” în mare parte impenetrabile. El este un agent secret desemnat de un misterios grup, Centrul, care supraveghează Southern Reach. Provine dintr-o familie de agenți: mama și bunicul său sunt membri proeminenți și influenți. John „Control” raportează „Vocii” din grupul Centru prin apeluri telefonice și e-mail.
Ca director, John „Control” are frecvent fricțiuni cu personalul existent de diferite ranguri: în special, asistenta directoarei Grace Stevenson, care pare să aibă un atașament emoțional față de predecesoarea sa. El analizează metodic datele adunate (interviuri, fotografii, videoclipuri) și descoperă că au existat mult mai multe expediții în Aria X decât au fost dezvăluite publicului. A 11-a expediție a avut singură mai multe iterații cu factori de control ușor diferiți, asemănători unui experiment de laborator, ceea ce a dus la formarea unei a 12-a expediții numai din femei pentru a vedea cum această compoziție ar interacționa cu Aria X. Biologa celei de-a 12-a expediții a fost eroina precedentului roman, iar psihologa expediției a fost de fapt directoarea anterioară a Southern Reach (pe care John a înlocuit-o), fapt pe care ea nu l-a dezvăluit celorlalți membri ai expediției.
Biologa reapare misterios într-un loc liber și este reținută de Southern Reach pentru interogatoriu; „Control” începe să-i pună întrebări. Încet, el începe să empatizeze cu ea și să-i înțeleagă interesul pentru ecosistemul zonei. Cu toate acestea, ea nu cooperează, insistând că nu este biologa și solicită ca John „Control” să o numească Pasărea Rară; după ce inițial nu a reușit să obțină nicio informație despre Aria X sau despre ceea ce s-a întâmplat acolo, tacticile sale devin din ce în ce mai neconvenționale.
„Control” suspectează că el se află sub hipnoză și (corect) presupune că „Vocea” îl hipnotizează pentru a-și conduce ancheta. El este capabil să elimine efectele hipnozei și să lucreze mai independent, dar acest lucru îl înstrăinează de Centru și se bazează pe mama sa pentru a-l proteja de represalii. Centrul o îndepărtează cu forța pe biologă din South Reach, deoarece ei cred că John „Control” s-a atașat emoțional de ea.
„Control” vizitează casa fostei directoare Grace Stevenson și descoperă anumite legături cu Aria X. După ce s-a întors la sediul central al Southern Reach, el are o interacțiune neliniștitoare cu unul dintre oamenii de știință într-o cameră ascunsă. El încearcă să ajungă la divizia de științe, dar descoperă calea blocată de un zid care nu ar trebui să fie acolo și care pare a fi în viață. În timp ce aleargă terorizat la etaj, descoperă că granița Ariei X se mișcă, invadând clădirea și conducând-o cu o replică a directorului. „Control” este singurul membru al Southern Reach care reacționează alarmat la aceste lucruri și abandonează clădirea în timp ce Aria X o înconjoară. Întorcându-se acasă pentru a-și face bagajele, se întâlnește cu mama sa și află mai multe despre ceea ce s-a întâmplat. „Control” își dă seama, de asemenea, de identitatea directoarei ca fiind fetița dintr-o fotografie găsită la farul din Aria X. Acest lucru îi modifică complet perspectivele, deoarece acum este clar că ea este cumva profund legată de anomalie.
„Control” află și că biologa a scăpat de la Centru. Bazat pe intuiția și cunoștințele sale despre trecutul ei, „Control” se duce la locul unui vechi sit pe care ea l-a condus înainte de a veni în South Reach, cu Centrul pe urmele sale, în ciuda eforturilor sale de a evita agenții lor. „Control” se întâlnește în cele din urmă cu biologa într-un loc îndepărtat, unde a creat în mod neașteptat un alt portal către Aria X, în partea de jos a unui bazin de apă, o poartă despre care crede că s-a format dintr-o „strălucire” pe care a purtat-o și care și-a schimbat cursul prin ea. Ea sare în piscină, iar „Control”, auzind o voce în capul lui care îl îndemna să o urmeze, sare și el.

## Cuprins
| - Incantații - 000 - 001: În cădere - 002: Ajustări - 003: Procesare - 004: Reinserție - Rituri - 005: Prima breșă - 006: Anomalii topografice - 007: Superstiție - 008: Teroarea - 009: Dovezi - 010: A patra breșă - 011: A șasea breșă | - - 012: Un fel de sortare - 013: Recomandări - 014: Eroicii eroi ai revoluției - 015: A șaptea breșă - 016: Spații locale - 017: Perspectivă - 018: Recuperare - 019: Bântuiți - 020: A doua recuperare - 021: Repetare - 022: Gambit - 023: Ruptură - Viața de apoi - Mulțumiri |

## Vezi și
- Lista volumelor publicate în Colecția Epsilon Science Fiction
- 2014 în științifico-fantastic